# Huichang (häradshuvudort i Kina, Jiangxi Sheng, lat 25,60, long 115,78)
Huichang är en häradshuvudort i Kina. Den ligger i provinsen Jiangxi, i den sydöstra delen av landet, omkring 340 kilometer söder om provinshuvudstaden Nanchang. Antalet invånare är 445 137. Befolkningen består av 216 724 kvinnor och 228 413 män. Barn under 15 år utgör 28,0 %, vuxna 15-64 år 64 %, och äldre över 65 år 7,0 %.
Runt Huichang är det ganska tätbefolkat, med 155 invånare per kvadratkilometer. Huichang är det största samhället i trakten. I omgivningarna runt Huichang växer huvudsakligen savannskog.
Genomsnittlig årsnederbörd är 1 965 millimeter. Den regnigaste månaden är maj, med i genomsnitt 358 mm nederbörd, och den torraste är oktober, med 19 mm nederbörd.